# Bournemouth (stacja kolejowa)
Bournemouth – stacja kolejowa w Bournemouth, w hrabstwie Dorset, w Anglii. Znajdują się tu 3 perony. Stacja obsługuje ok. 2 010 170 pasażerów rocznie (dane za rok 2021/2022).